# Allgäu-Schwaben-Takt
Der Allgäu-Schwaben-Takt ist die älteste Realisierung eines Integralen Taktfahrplans (ITF) auf einem regionalen Schienennetz in Deutschland, abgesehen von S-Bahn-Systemen. Er wurde 1993 verwirklicht. Das Netz des Allgäu-Schwaben-Taktes wird begrenzt von den Eisenbahn-Knoten Ulm, Augsburg, München, Garmisch-Partenkirchen, Aulendorf und Lindau.

## Vorplanungen
Der zuvor nur theoretisch ermittelte Nutzen eines Integralen Taktfahrplans ist mit dem Allgäu-Schwaben-Takt erstmals in Deutschland unter Beweis gestellt worden. Die im Vorfeld ermittelte Gewinnschwelle für die Wirtschaftlichkeit (Steigerung der Erlöse um 29 Prozent) war innerhalb weniger Jahre erreicht. Die Zahl der beförderten Fahrgäste stieg (zwischen 1993 und 2003) erheblich an, etwa auf der Württembergischen Allgäubahn zwischen Aulendorf und Kißlegg um 386 Prozent, und weiter auf dem Streckenabschnitt nach Memmingen um 68 Prozent und auf der Illertalbahn zwischen Memmingen und Kempten um 34 Prozent.
Nachdem für die Einführung eines Integralen Taktfahrplans in Deutschland zunächst, aufgrund der Unterstützung der Bundesländer Rheinland-Pfalz, Baden-Württemberg und Bayern, der südwestdeutsche Raum ausgewählt worden war, fiel die Entscheidung, innerhalb dieses großen Gebietes den Teilraum Allgäu-Schwaben (südlich der Linie Radolfzell–Sigmaringen–Ulm–Augsburg–München) auszuwählen. Der Linienplanung gingen umfangreiche Marktstudien, sowie eine Auswertung der Volkszählung von 1987 voraus.
Die Planungen ergaben, dass die Kreuzungsmöglichkeiten in den Bahnhöfen Durach, Pfronten-Steinach und Wolfegg bestehen bleiben mussten, so dass die bereits beschlossenen Rückbauten gestoppt wurden. In Großaitingen und Oberreitnau mussten zum Teil kurz vorher abgebaute Blocksignale wieder neu errichtet werden.

## Einführung

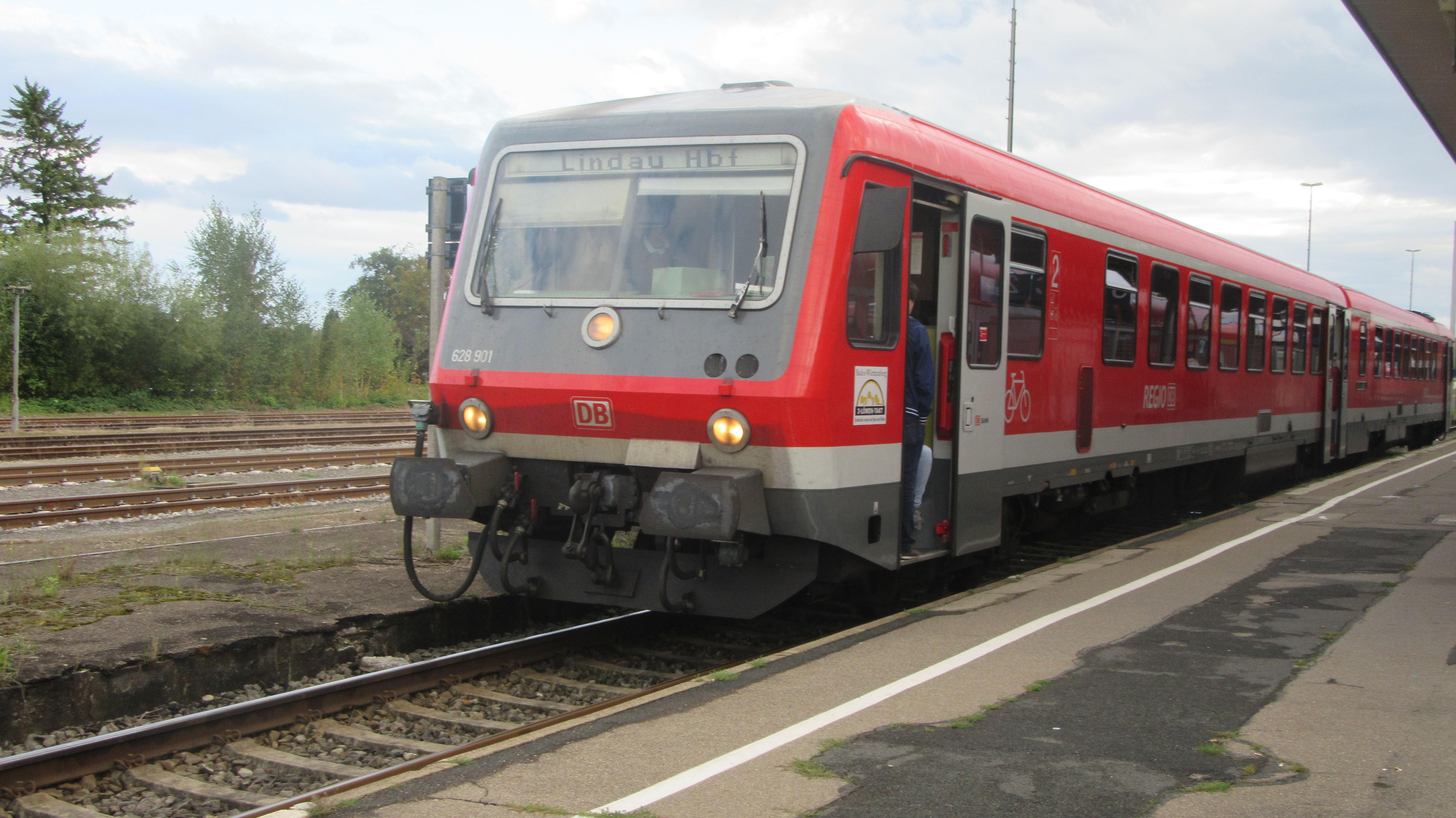
Ein Triebwagen der Baureihe 628 im Bahnhof Aulendorf

Mit der Einführung der so genannten Vorstufe im Teilraum Allgäu-Oberschwaben wurde in zwei Schritten am 23. Mai 1993 (Wochenendbedienung) beziehungsweise im Herbst 1993 (Bedienung bis 24:00 Uhr) das Zugangebot um 50 Prozent ausgeweitet.
Der realisierte Taktfahrplan war in der Vorstufe mit einigen Einschränkungen verbunden. Es gab auch noch einige Taktlücken und Taktabweichungen und auch die Haltepolitik konnte noch nicht vollständig systematisiert werden. Ursächlich dafür waren teilweise Rückbauten der Infrastruktur in den Vorjahren sowie eine alte Signaltechnik. Für die Realisierung der Vorstufe waren verschiedene kleine Maßnahmen an der Infrastruktur erforderlich; größere Anpassungen an der Infrastruktur waren nicht möglich.
Das Angebot an Zugkilometern wurde um 53 Prozent erhöht. Auf allen Strecken des Netzes wurde ein Stundentakt eingeführt, wobei sich vielfach zwei zweistündliche Linien zum Stundentakt überlagerten. In den Einzugsbereichen von Augsburg und München (bis Bad Wörishofen, Kaufbeuren und Landsberg) ergab sich durch Linienüberlagerungen ein halbstündliches Angebot. Memmingen (Symmetrieminute 30), Kempten, Aulendorf und Radolfzell (jeweils Symmetrieminute 0) wurden zu annähernd idealen Knotenbahnhöfen.
Für die ITF-Vorstufe seien 29 Prozent mehr Fahrpersonal und keine zusätzlichen Fahrzeuge erforderlich gewesen. Lediglich 22 Nahverkehrswagen mussten zu Steuerwagen umgebaut werden. Hierdurch konnte der Rangieraufwand um 40 Prozent gesenkt werden.
Aufgrund des kurzen Planungsvorlaufs waren auch keine großen Fahrzeugbeschaffungen möglich. Jedoch profitierte man hier von einer bereits laufenden Modernisierung der Nahverkehrswagen, sowie der Beschaffung neuer Nahverkehrstriebwagen der Baureihe 628, welche die letzten Schienenbusse in der Region ersetzte.
Aufgrund der veralteten Technik waren jedoch netzseitig mehr als 50 zusätzliche Mitarbeiter für die Angebotsausweitung in Tagesrandlagen und Wochenenden notwendig. Um den Kundennutzen weiter zu steigern, sollten auch Bahnhöfe und Fahrzeuge modernisiert werden.
Mit der Einführung einher ging eine neue Interregio-Linie nach Oberstdorf und eine neue Linienführung für den Eurocity-Verkehr zwischen München und Zürich, der fortan über Memmingen statt Kempten geführt wurde. Für diese Maßnahmen wäre ohnehin eine Neuplanung des Regionalverkehrs erforderlich gewesen.
1994 wurde die Vorstufe des Integralen Taktfahrplans auf die Regionen Werdenfels und auf die Außerfernbahn ausgedehnt. Aus vermarktungstechnischen Gründen wurden diese als „Werdenfels-Takt“ und „Außerfern-Takt“ bezeichnet.
Neben den Taktzügen wurde auch ein touristisch orientierter Fahrrad-Express eingeführt. Dieser verkehrte außerhalb des Taktes und hatte verlängerte Haltezeiten um den Ladevorgang der Fahrräder zu erleichtern. Die kostenlose Fahrradmitnahme im Landkreis Oberallgäu wurde hierbei durch den Kreis selbst finanziert.

## Ergebnisse
Aufgrund verbesserter Anschlussbeziehungen konnten teilweise Reisezeitgewinne von bis zu 27 Minuten erzielt werden, wie die Zahl der günstigen Verbindungen teilweise mehr als verdoppelt werden. Ebenso stieg durch die Struktur des Verästelungsnetzes die Zahl der Direktverbindungen an.
Mit der Einführung des Allgäu-Schwaben-Takts sollten die Fahrkartenerlöse in der etwa drei- bis vierjährigen Einführungsphase um 37 Prozent gesteigert werden. Als Hauptvertriebskanal waren Fahrkartenautomaten vorgesehen sowie personenbedienter Verkauf durch örtliches Stellwerkspersonal. Langfristig sollten aufgrund des vor Ort entfallenden Personals auch Fahrkartenautomaten in Zügen zum Einsatz kommen, die gegenüber einer stationären Lösung nur halb soviele Automaten benötigt, sowie Wartungs- und Reparaturaufwand senkt. Eventuelle Wechselwirkungen mit der kurz vorher am 1. Oktober 1992 eingeführten BahnCard wurden hierbei nicht berechnet. Dem standen Investitionen in Höhe von etwa 60 Millionen DM gegenüber. Zusätzliche Ausgleichszahlungen der Gebietskörperschaften waren zunächst nicht erforderlich.
Im ersten Betriebsjahr stiegen die Fahrgastzahlen um 25 Prozent an. Das Ziel der Deutschen Bahn sei damit bereits leicht übertroffen worden. Diese waren insbesondere an den mindestens im Stundentakt bedienten Stationen zu verzeichnen. Nur zweistündlich bediente Stationen hatten stagnierende Zusteigerzahlen.
Da es Befürchtungen gab, dass dieses System sehr verspätungsanfällig sei, beabsichtigte man schon in der Planungsphase, dies wissenschaftlich untersuchen zu lassen. Diese Bedenken bestätigten sich im ersten Betriebsjahr nicht. Die Anschlusssicherheit betrug in dieser Zeit 99 Prozent.
Der Erfolg sowohl des Allgäu-Schwaben-Taktes als auch des 1994 eingeführten Rheinland-Pfalz-Taktes führten dazu, dass innerhalb weniger Jahre die meisten deutschen Bundesländer integrale Taktfahrpläne entwickelten.

## Aktueller Stand
Inzwischen ist das Angebot wieder reduziert worden. So wird nach 20:00 Uhr auf den Bahnstrecken München–Buchloe sowie Augsburg–Buchloe nicht mehr im 30-Minuten-Takt gefahren und die Strecken Memmingen–Hergatz und Aulendorf–Kißlegg auf einen Zwei-Stunden-Takt ausgedünnt. Auf den Strecken Leutkirch– beziehungsweise Wangen–Kißlegg–Aulendorf wurde zum Fahrplanwechsel 2011/2012 der Stundentakt wieder eingeführt.
Mit der Einführung der Neigetechnik-Fahrpläne 2011 wurde der Takt weiter verwässert. Somit ist auf einigen Strecken vom Taktfahrplan nicht mehr viel übrig, wenngleich die Zugdichte pro zwei Stunden nicht abgenommen hat. So fahren 2013 die Züge von Buchloe nach Augsburg zu den Minuten 0x.09, 0x.18, 0y.00, 0y.24, 0y.52.